# Conde de Vila Verde
O primeiro titular do título de Conde de Vila Verde dos Francos foi D. António de Noronha (1610–1675).
Este título tem origem na freguesia portuguesa de Vila Verde dos Francos, em Alenquer. A sua origem deriva do título de Senhores de Vila Verde dos Francos, criado por D. João I.
Foi comendador da Ordem de Santiago e da Ordem de Cristo, e capitão de uma companhia das Ordens Militares, em 1663.

## Condes de Vila Verde
1. D. António de Noronha (c. 1610–?)
2. D. Pedro António de Meneses Noronha de Albuquerque (13 de junho de 1661 – 16 de junho de 1731), 1.º marquês de Angeja; filho do anterior, casou-se com Isabel Maria Antónia de Mendonça.
3. D. António de Noronha (24 de Outubro de 1680 – 18 de Julho de 1735), 2.º marquês de Angeja; filho do anterior.
4. D. Pedro José de Noronha Camões de Albuquerque Moniz e Sousa (17 de Agosto de 1716 – 11 de Março de 1788), 3.º marquês de Angeja; filho do anterior.
5. D. António José Xavier de Camões de Albuquerque Moniz e Sousa (1.º de outubro de 1736 – c. 1755).
6. D. José Xavier de Noronha Camões de Albuquerque de Sousa Moniz (24 de Abril de 1741 – 27 de Dezembro de 1811), 4.º marquês de Angeja; filho do 4.º conde de Vila Verde.
7. D. Pedro José de Noronha (7 de Abril de 1771 – 27 de Maio de 1804), 5.º marquês de Angeja; filho do anterior.
8. D. Diogo José António de Noronha Camões de Albuquerque Moniz e Sousa (c. julho de 1747 – 18 de novembro de 1806); tio do anterior e filho do 4.º conde de Vila Verde.
9. D. João de Noronha Camões de Albuquerque Sousa Moniz (20 de Abril de 1788 – 23 de Junho de 1827), 6.º marquês de Angeja; sobrinho do anterior e filho do 6.º conde de Vila Verde.
10. D. Maria do Carmo de Noronha Camões Albuquerque Moniz e Sousa (30 de agosto de 1813 – 15 de julho de 1833), 7.ª marquesa de Angeja; filha do anterior, morreu solteira, pelo quê os vínculos passaram a D. Francisca de Noronha, marquesa de Chaves. Ao morrer a marquesa de Chaves, também sem descendência, foi herdeiro seu primo o 3.º conde de Peniche, D. Caetano Gaspar de Almeida Noronha Portugal Camões Albuquerque Moniz e Sousa, 8.º marquês de Angeja.
11. D. Pedro de Almeida e Noronha Portugal Camões Albuquerque Moniz e Sousa (11 de novembro de 1865 – 27 de julho de 1908); filho do 8.º marquês de Angeja.
12. D. António de Almeida e Noronha Portugal Camões Albuquerque Moniz e Sousa (21 de abril de 1901 – 1976); filho do anterior.

Após a proclamação da República e o fim do sistema nobiliárquico, tornou-se pretendente ao título D. Manuel de Almeida e Noronha de Azevedo Coutinho (1953–2004).